# Wojtkowice

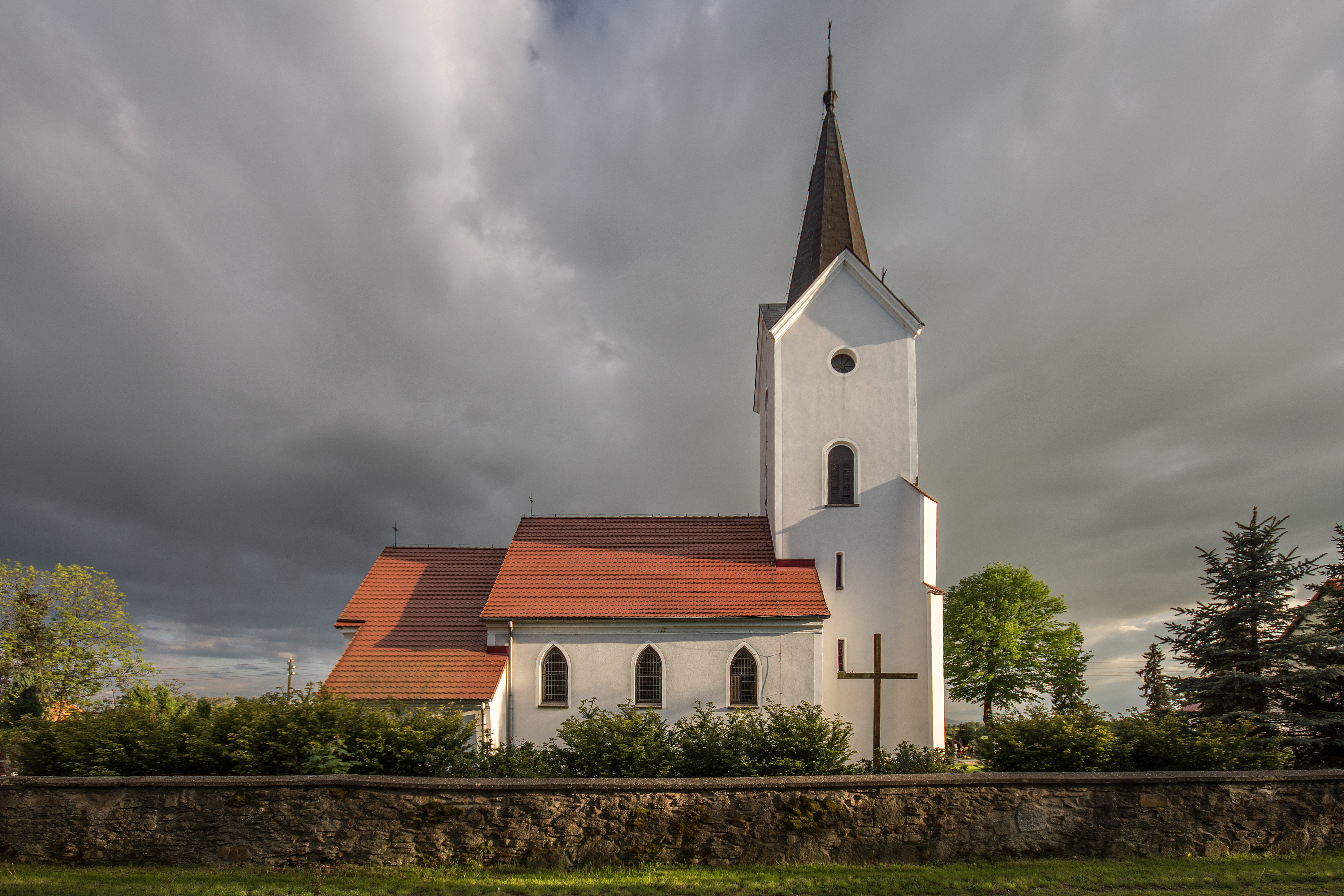
Kirche St. Johannes Nepomuk

Wojtkowice (deutsch Woigwitz; 1937–1945 Albrechtsau) ist ein Ort in der Stadt- und Landgemeinde Kąty Wrocławskie (Kanth) im Powiat Wrocławski der Woiwodschaft Niederschlesien in Polen.

## Geschichte
Urkundlich erwähnt wurde der Ort 1309 als „Woykowicz“ und 1492 als „Woytkewitz“. 1353 wurde die bereits vorhandene Kirche und der Pfarrer mit einer halben Hufe Land ausgesetzt. Seit 1465 gehört das Vorwerk Gantzko zum Ort. Nach dem Ersten Schlesischen Krieg fiel Woigwitz 1741/42 mit dem größten Teil von Schlesien an Preußen. Grundherr war bis zur Säkularisation das Vinzenstift in Breslau und 1845 Bernhard Carl Graf Blücher von Wahlstatt. Damals zählte das Dorf 52 Häuser, ein Freigut, 351 überwiegend katholische Einwohner (29 evangelisch), evangelische Kirche zu Kanth, eine katholische Teilkirche von Polsnitz (eingepfarrt Krieblowitz), eine katholische Schule mit einem Lehrer, ein Wirtshaus, sechs Handwerker und drei Händler. Ein erstes Schulhaus wurde 1782 erbaut, ein zweites 1799 und auf Grund wachsender Schülerzahl 1836 ein drittes Schulhaus.
Die Landgemeinde gehörte bis 1945 zum Kreis Breslau. 1937 erfolgte unter den Nationalsozialisten die Umbenennung in Albrechtsau. Als Folge des Zweiten Weltkriegs fiel Albrechtsau 1945 an Polen und wurde in Wojtkowice umbenannt. Die einheimische deutsche Bevölkerung wurde 1946/47 vertrieben. Die neu angesiedelten Bewohner waren zum Teil Vertriebene aus Ostpolen, das an die Sowjetunion gefallen war. Von 1975 bis 1998 gehörte Wojtkowice zur Woiwodschaft Breslau.

## Sehenswürdigkeiten
- Römisch-katholische Pfarrkirche St. Johannes Nepomuk, früher Pfarrkirche Beate Mariae